# Ермес Гамональ
Ермес Гамональ (ісп. Hermes Gamonal; нар. 31 травня 1977) — колишній чилійський тенісист.
Найвищу одиночну позицію світового рейтингу — 135 місце досяг 15 вересня 2003, парну — 181 місце — 4 квітня 2005 року.
Завершив кар'єру 2006 року.

## Титули на челленджерах

### Одиночний розряд: (1)
| Ранг | Рік  | Турнір            | Покриття | Суперник  | Рахунок       |
| ---- | ---- | ----------------- | -------- | --------- | ------------- |
| 1.   | 2002 | Вако (Техас), США | Тверде   | Ян Герних | 6–1, 3–6, 6–3 |

### Парний розряд: (1)
| Ранг | Рік  | Турнір             | Покриття | Партнер       | Суперники            | Рахунок       |
| ---- | ---- | ------------------ | -------- | ------------- | -------------------- | ------------- |
| 1.   | 2002 | Будайорш, Угорщина | Ґрунт    | Адріан Гарсія | Їржі Ванек Робін Вік | 6–3, 0–6, 6–3 |